# Ambassis macleayi
Ambassis macleayi és una espècie de peix pertanyent a la família dels ambàssids.

## Descripció
- Fa 9 cm de llargària màxima.
- 8 espines i 9-11 radis tous a l'aleta dorsal.
- 3 espines i 9-11 radis tous a l'aleta anal.[3][4]

## Alimentació
Menja sobretot petits crustacis i, en menor mesura, insectes aquàtics, peixos i algues.

## Hàbitat
És un peix d'aigua dolça, demersal i de clima tropical (20 °C-32 °C).

## Distribució geogràfica
Es troba a Austràlia i Nova Guinea.

## Observacions
És inofensiu per als humans.